# Berrak Kuş
Hacer Berrak Kuş (* 1. Januar 1972 in Ankara) ist eine türkische Schauspielerin und Synchronsprecherin.

## Biografie
Berrak Kuş wurde am 1. Januar 1972 in Ankara geboren. Sie studierte an der Mimar Sinan Üniversitesi. Ihr Debüt gab sie 1985 in der Fernsehserie Kaderin Tuzakları. Anschließend trat sie 1990 in Ah Su Komsularimiz auf. Zudem sprach sie 2005 Natalia Portmans Part im Film V wie Vendetta.
Unter anderem wurde sie 2010 für die Serie Sefkat Tepe gecastet. 2013 spielte Kuş 2013 in dem Film Derin Düşün-ce die Hauptrolle. Außerdem war sie 2015 in Gamsiz Hayat zu sehen. Kuş bekam 2021 eine Rolle in Akıncı.

## Filmografie (Auswahl)
Filme
- 2013: Derin Düsün-ce

Serien
- 1985: Kaderin Tuzaklari
- 1990: Ah Su Komsularimiz
- 2010: Sefkat Tepe
- 2015: Gamsiz Hayat
- 2017: Bu Şehir Arkandan Gelecek
- 2018: Bir Litre Gözyaşı
- 2021: Akıncı

## Sprechrollen (Auswahl)
- 2005: Avatar – Der Herr der Elemente
- 2005: V wie Vendetta
- 2017: Power Rangers
- 2017: Haus des Geldes